# Kering
Kering (fostă PPR) este o companie franceză ce deține numeroase magazine și brand-uri de lux, numele său inițial, Pinault-Printemps-Redoute, fiind simplificat în anul 2005.
Compania a fost înființată de miliardarul francez Francois Pinault, unul dintre cei mai bogați și influenți oameni din Franța și Europa, cu o avere estimată la peste 10 miliarde de euro.
Compania a fost formată pornind de la compania Pinault SA, prin achi
zițiile succesive, în 1991 a lanțului de magazine Printemps și în 1994 a grupului La Redoute.
În 1994, grupul ia numele de PPR (Pinault Printemps La Redoute).
În anul 2004, Pinault devine proprietar în întregime al companiei Gucci.
PPR deține și pachetul majoritar de acțiuni de 65% din producătorul de încălțăminte Puma AG.
Cifra de afaceri a grupului PPR în anul 2006 a fost de 17,9 miliarde de euro, din care un procent de 19,9% aparține produselor de lux, iar 80,1% activităților de distribuție. 
Pe 23 martie 2013, grupul și-a schimbat denumirea în Kering.